# Genyornis
Genyornis byl rod obřího nelétavého ptáka, který žil v Austrálii v období pozdního pleistocénu.

## Popis
V dospělosti dosahoval výšky přes dva metry a váhy okolo 240 kg, jeho vejce vážila půldruhého kila. Na rozdíl od hus, svých nejbližších příbuzných, neměl plovací blány a žil na souši. Byl rychlým běžcem otevřených travnatých plání s robustníma nohama a zakrnělými křídly. Podle nálezů velkého množství vajec na jednom místě se soudí, že žil v hejnech. Je znám jediný druh rodu Genyornis, pojmenovaný Genyornis newtoni.
Byl pravděpodobně všežravý, ale o podílu živočišné složky v jeho stravě vedou vědci spory (obecně se soudí, že byl spíše mrchožroutem než aktivním lovcem). Nejmladší fosilie genyornise pocházejí z doby před padesáti tisíci lety. V roce 2010 byly v lokalitě Gabarnmung v Severním teritoriu nalezeny skalní malby zobrazující ptáky nápadně podobné genyornisům. To posílilo úvahy, že první lidé na australském kontinentě se s tímto druhem ještě setkali a že patrně byli také rozhodujícím faktorem jeho vyhubení (stejně jako v případě ostatních příslušníků australské megafauny).